# Glândula pré-orbital
A glândula pré-orbital é uma glândula exócrina par encontrada em muitas espécies de ungulados, homóloga à glândula lacrimal humana. Essas glândulas são fendas de cor azul a preta, perto de porções de pele nua se estendendo a partir do canto interno do olho. Ela é uma combinação de glândulas sebáceas e glândulas sudoríparas, e secreta feromônios e outros componentes. Ungulados frequentemente depositam essas secreções em galhos como forma de comunicar-se com outros animais.
Essa glândula possui diferentes funções em diferentes espécies. Secreções contendo feromônios podem servir para estabelecer dominância, marcar território, ou simplesmente para produzir uma sensação agradável ao animal. Devido ao seu papel crucial na marcação de cheiro, ela é considerada uma glândula odorífera.